# Burthecourt-aux-Chênes
Pour l’ancienne commune de la Meurthe, voir Burthecourt.
Burthecourt-aux-Chênes est une commune française située dans le département de Meurthe-et-Moselle en région Grand Est.

## Géographie
Burthecourt-aux-Chênes a une superficie de 5,59 km2. L'altitude moyenne est d'environ 310 mètres.
| Azelot               | Ville-en-Vermois       | Manoncourt-en-Vermois |
| Flavigny-sur-Moselle | Burthecourt-aux-Chênes | Coyviller             |
|                      | Tonnoy                 |                       |

### Hydrographie
La commune est dans le bassin versant du Rhin au sein du bassin Rhin-Meuse. Elle est drainée par la Moselle, le ruisseau de Charbonfontaine, le ruisseau de la Trimee et le ruisseau le Frahaut,.
La Moselle, d'une longueur totale de 560 kilomètres dont 314 kilomètres en France, prend sa source dans le massif des Vosges au col de Bussang et se jette dans le Rhin à Coblence en Allemagne. Les caractéristiques hydrologiques de la Moselle sont données par la station hydrologique située sur la commune de Tonnoy. Le débit moyen mensuel est de 47,8 m3/s. Le débit moyen journalier maximum est de 757 m3/s, atteint lors de la crue du 4 octobre 2006. Le débit instantané maximal est quant à lui de 868 m3/s, atteint le 30 décembre 2001.

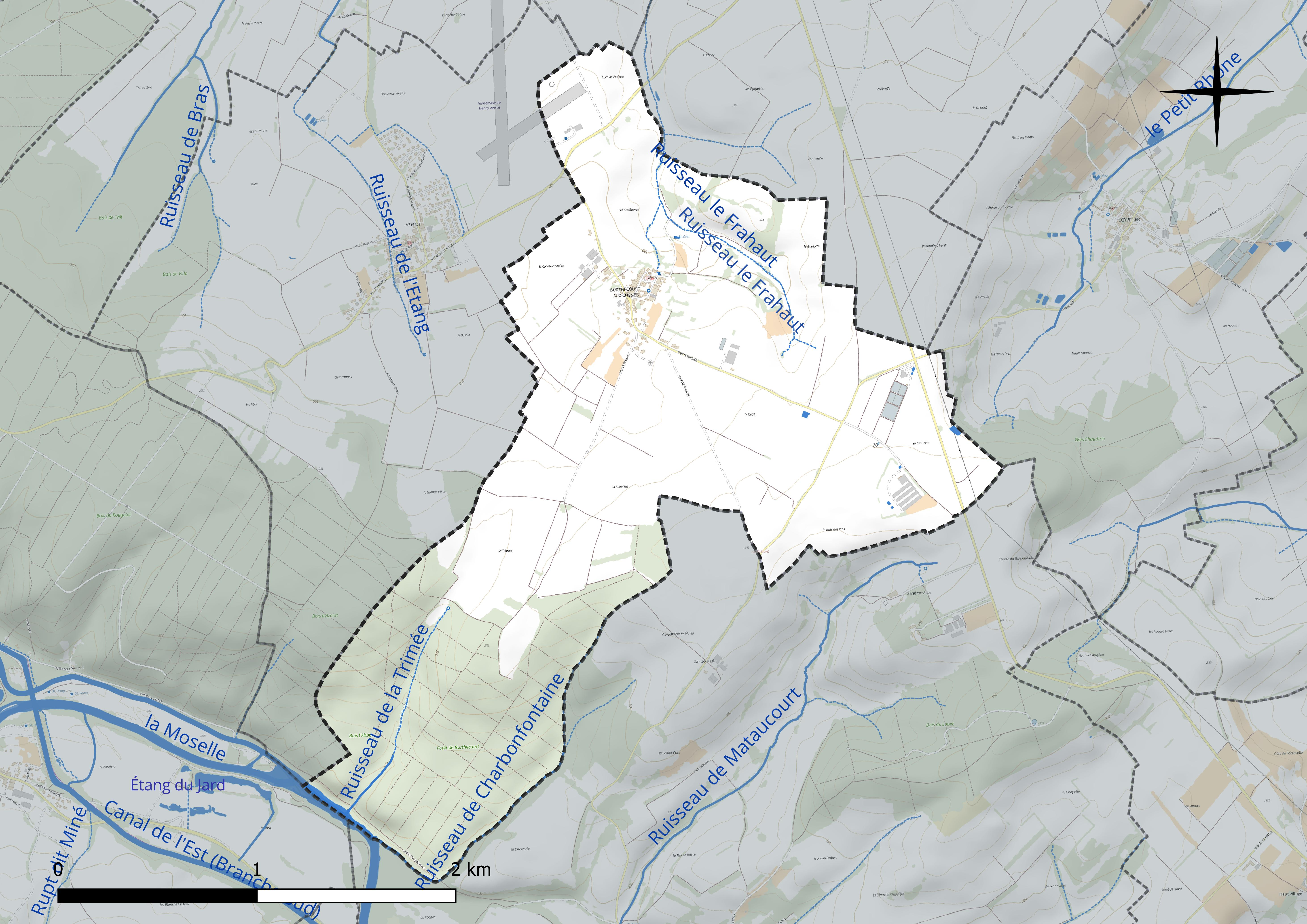
Réseau hydrographique de Burthecourt-aux-Chênes.

### Climat
Pour des articles plus généraux, voir Climat du Grand Est et Climat de Meurthe-et-Moselle.
En 2010, le climat de la commune est de type climat des marges montargnardes, selon une étude du Centre national de la recherche scientifique s'appuyant sur une série de données couvrant la période 1971-2000. En 2020, Météo-France publie une typologie des climats de la France métropolitaine dans laquelle la commune est exposée à un climat semi-continental et est dans la région climatique  Lorraine, plateau de Langres, Morvan, caractérisée par un hiver rude (1,5 °C), des vents modérés et des brouillards fréquents en automne et hiver. 
Pour la période 1971-2000, la température annuelle moyenne est de 9,3 °C, avec une amplitude thermique annuelle de 17 °C. Le cumul annuel moyen de précipitations est de 826 mm, avec 12,1 jours de précipitations en janvier et 9,6 jours en juillet. Pour la période 1991-2020, la température moyenne annuelle observée sur la station météorologique de Météo-France la plus proche, « Nancy-Essey », sur la commune de Tomblaine à 11 km à vol d'oiseau, est de 11,0 °C et le cumul annuel moyen de précipitations est de 746,3 mm. 
La température maximale relevée sur cette station est de 40,1 °C, atteinte le 24 juillet 2019 ; la température minimale est de −24,8 °C, atteinte le 21 février 1956,,. 
Les paramètres climatiques de la commune ont été estimés pour le milieu du siècle (2041-2070) selon différents scénarios d'émission de gaz à effet de serre à partir des nouvelles projections climatiques de référence DRIAS-2020. Ils sont consultables sur un site dédié publié par Météo-France en novembre 2022.

## Urbanisme

### Typologie
Au 1er janvier 2024, Burthecourt-aux-Chênes est catégorisée commune rurale à habitat dispersé, selon la nouvelle grille communale de densité à sept niveaux définie par l'Insee en 2022.
Elle est située hors unité urbaine. Par ailleurs la commune fait partie de l'aire d'attraction de Nancy, dont elle est une commune de la couronne,. Cette aire, qui regroupe 353 communes, est catégorisée dans les aires de 200 000 à moins de 700 000 habitants,.

### Occupation des sols
L'occupation des sols de la commune, telle qu'elle ressort de la base de données européenne d’occupation biophysique des sols Corine Land Cover (CLC), est marquée par l'importance des territoires agricoles (71,3 % en 2018), en diminution par rapport à 1990 (73,1 %). La répartition détaillée en 2018 est la suivante : terres arables (45,5 %), forêts (26,9 %), prairies (25,9 %), espaces verts artificialisés, non agricoles (1,8 %). L'évolution de l’occupation des sols de la commune et de ses infrastructures peut être observée sur les différentes représentations cartographiques du territoire : la carte de Cassini (XVIIIe siècle), la carte d'état-major (1820-1866) et les cartes ou photos aériennes de l'IGN pour la période actuelle (1950 à aujourd'hui).

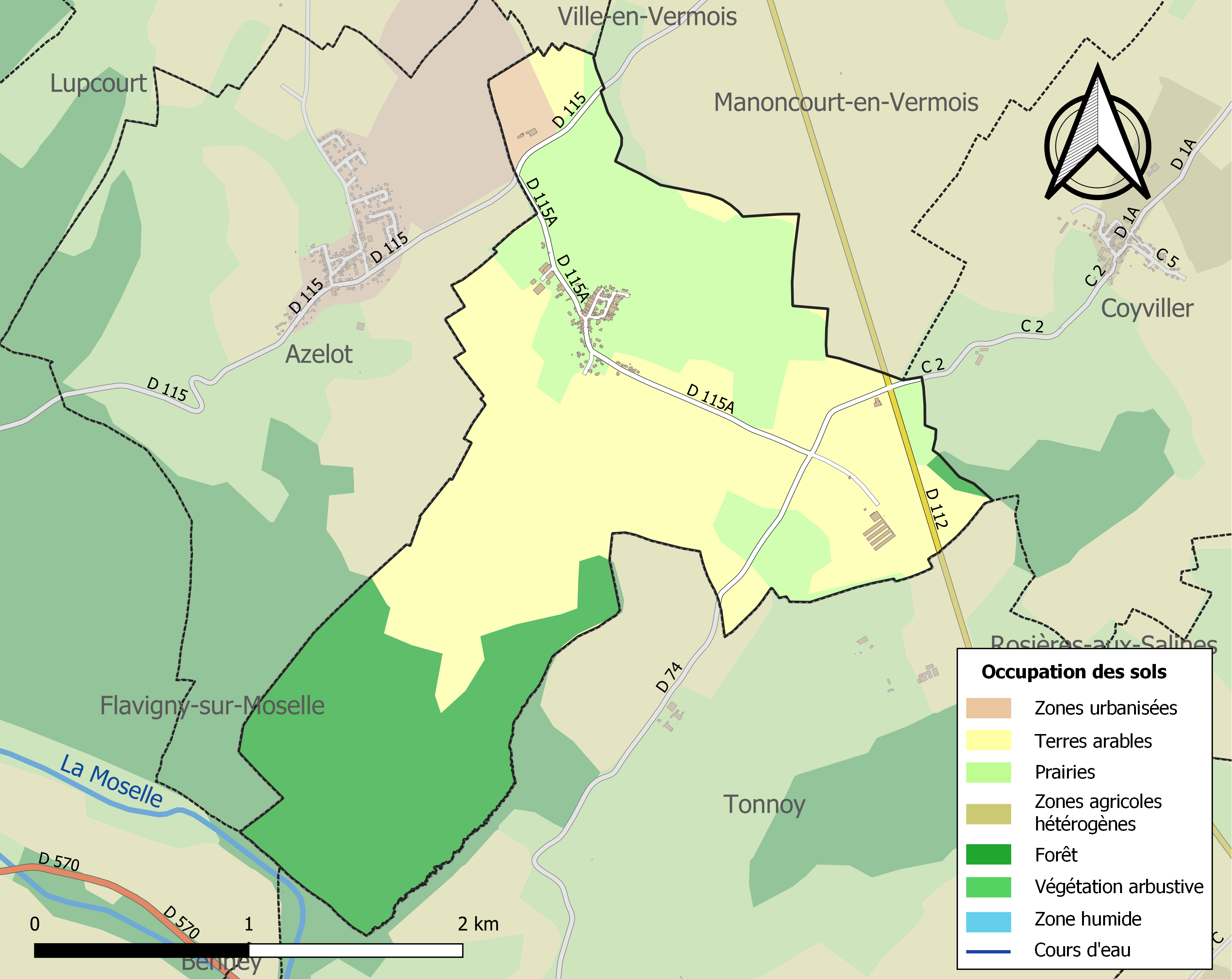
Carte des infrastructures et de l'occupation des sols de la commune en 2018 (CLC).

## Toponymie
Le nom de la localité est attesté sous les formes Bertrici curtis cum ecclesia ; Berthecurtis ad quercus (XIIIe siècle) ; Burtrecourt (1357) ; Burtecourt (1424) ; Burtrecourt (1427) ; Burthecuria (1603) ; Burthecourt-au-Vermois (1646) ; Burtecourt ou Bertecourt-au-Chesne (1719).

## Histoire
- Découvertes au XIXe siècle : cinq sépultures non datées ; construction gallo-romaine, sépultures mérovingiennes.

## Politique et administration
| Période                                  | Période      | Identité         | Étiquette | Qualité                                                   |
| ---------------------------------------- | ------------ | ---------------- | --------- | --------------------------------------------------------- |
| Les données manquantes sont à compléter. |              |                  |           |                                                           |
| mars 1989                                | mars 2008    | Maurice Dartoy   |           |                                                           |
| mars 2008                                | juillet 2015 | Daniel Colin     |           |                                                           |
| octobre 2015                             | mai 2020     | Véronique Huchot |           | Retraitée de la fonction publique                         |
| mai 2020                                 | En cours     | Colette Colin,   |           | Profession intermédiaire de la santé et du travail social |

## Population et société

### Démographie
L'évolution du nombre d'habitants est connue à travers les recensements de la population effectués dans la commune depuis 1793. Pour les communes de moins de 10 000 habitants, une enquête de recensement portant sur toute la population est réalisée tous les cinq ans, les populations de référence des années intermédiaires étant quant à elles estimées par interpolation ou extrapolation. Pour la commune, le premier recensement exhaustif entrant dans le cadre du nouveau dispositif a été réalisé en 2004.

En 2022, la commune comptait 153 habitants, en évolution de +45,71 % par rapport à 2016 (Meurthe-et-Moselle : −0,13 %, France hors Mayotte : +2,11 %).
| 1793 | 1800 | 1806 | 1821 | 1831 | 1836 | 1841 | 1846 | 1851 |
| ---- | ---- | ---- | ---- | ---- | ---- | ---- | ---- | ---- |
| 216  | 234  | 266  | 288  | 308  | 255  | 284  | 294  | 278  |

| 1856 | 1861 | 1872 | 1876 | 1881 | 1886 | 1891 | 1896 | 1901 |
| ---- | ---- | ---- | ---- | ---- | ---- | ---- | ---- | ---- |
| 260  | 240  | 240  | 223  | 203  | 212  | 193  | 188  | 196  |

| 1906 | 1911 | 1921 | 1926 | 1931 | 1936 | 1946 | 1954 | 1962 |
| ---- | ---- | ---- | ---- | ---- | ---- | ---- | ---- | ---- |
| 172  | 148  | 139  | 145  | 143  | 148  | 112  | 115  | 109  |

| 1968 | 1975 | 1982 | 1990 | 1999 | 2004 | 2006 | 2009 | 2014 |
| ---- | ---- | ---- | ---- | ---- | ---- | ---- | ---- | ---- |
| 106  | 116  | 112  | 109  | 101  | 97   | 98   | 92   | 105  |

| 2019 | 2022 | - | - | - | - | - | - | - |
| ---- | ---- | - | - | - | - | - | - | - |
| 130  | 153  | - | - | - | - | - | - | - |

## Culture locale et patrimoine

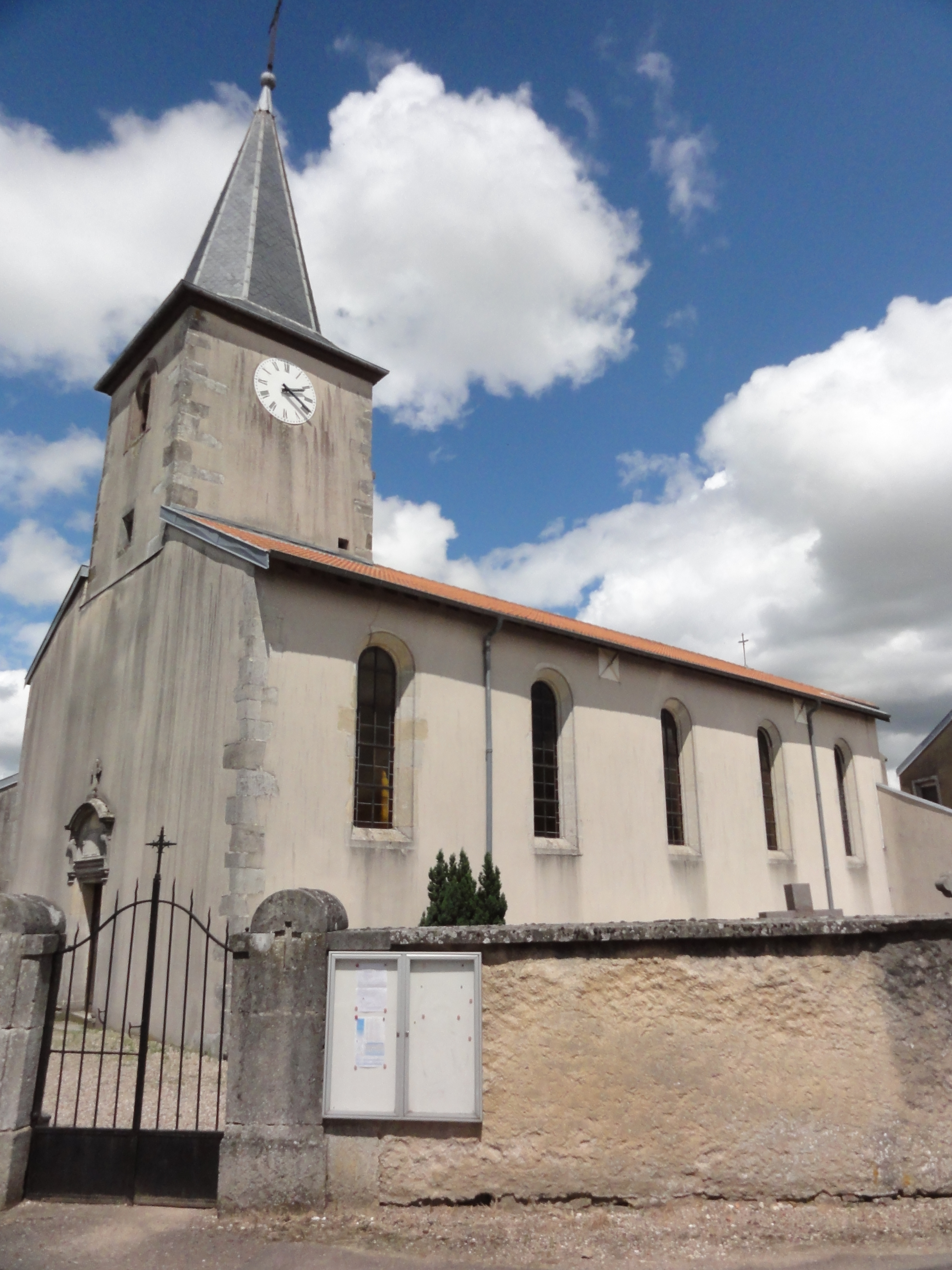
L'église.

### Lieux et monuments
- Lavoir-aiguayoir XIXe siècle, restauré en 1991.
- Église Saint-Epvre (XIXe siècle).
- Ancien presbytère (XVIIIe siècle).

### Héraldique, logotype et devise
| Blason de Burthecourt-aux-Chênes | Blason  | D'or à la bande de gueules chargée de trois alérions d'argent, accompagnée de deux branches de chêne de sinople englantées chacune de deux pièces de gueules. |
| Blason de Burthecourt-aux-Chênes | Détails | Le blason est celui de la Lorraine avec deux feuilles de chêne placées de part et d'autre des alérions.                                                       |